# جلال عريقات
جلال عريقات (1953-2013) فنان تشكيلي أردني/ قبرصي من أصل فلسطيني. عُرف بأساليبه التجريبية ودفاعه عن البيئة عبر سلسلة معارض نظمها ابتداء من التسعينيات من القرن العشرين في العاصمة الأردنية عمّان، وعواصم عربية وأجنبية، حيث قدم فيها مجموعة من الأعمال التي تعتمد على فن إعادة التدوير، وقد نال عن ذلك جوائز عربية وعالمية.

## حياته المهنية
وُلد عريقات في مدينة ليماسول، قبرص عام 1953، وهو من بلدة أبو ديس شرق القدس في فلسطين. وحصل على دبلوم الفنون الجميلة عام 1973، وهو عضو في رابطة التشكيليين الأردنيين ورابطة فناني اوروربا وحوض البحر الأبيض المتوسط وجمعية البيئة الأردنية، وقد التحق في العديد من دورات الجرافيك، شارك ومثل الأردن في معظم معارض ومهرجانات رابطه الفنانين التشكيليين الأردنيين والمتحف الوطني الأردني للفنون الجميلة ووزارة الثقافة داخل وخارج الأردن، وأنجز عددا من المنحوتات لاسيما خلال مشاركته في سمبوزيوم عمان الدولي لفن النحت.
كما شارك في أكثر من 200 معرضا جماعيا من عام 1975 - 2010 داخل وخارج الأردن ومنها الدول التالية: سوريا، العراق، لبنان، مصر، الجزائر، المغرب، الكويت، سلطنة عُمان، الإمارات، السعودية، البحرين، اليمن، قبرص، إسبانيا، بلجيكا، بريطانيا، أمريكا، الصين، إندونيسيا، بنغلادش، وأذربيجان. كما أصدر عدة كتب تعني بتعليم الفنون للاطفال، وعمل في مجال الجرافيك وفنون الأطفال، وفي مجال التصميم الداخلي والعمارة، وقد فاز بالعديد من المسابقات الفنية في مجال الرسم والنحت والجرافيك. وخلال السنوات الأخيرة من عمره، امتلك الفنان جلال عريقات محترفا خاصا في القرية الثقافية بحدائق الحسين والتابعة لأمانة عمان الكبرى، إذ أنجز العديد من اللوحات وأعمال إعادة التدوير.

## وفاته
توفي جلال عريقات في عمّان، يوم الإثنين 28 تشرين الأول/ أكتوبر 2013، عن عمر ناهز الستين عاما، إذ عانى طوال أسبوع من جلطة دماغية مفاجئة.

## وصلات خارجية
- صفحة الفنان على موقع فيسبوك
- فيديو عن أعمال الفنان جلال عريقات